# 歐仁·西蒙

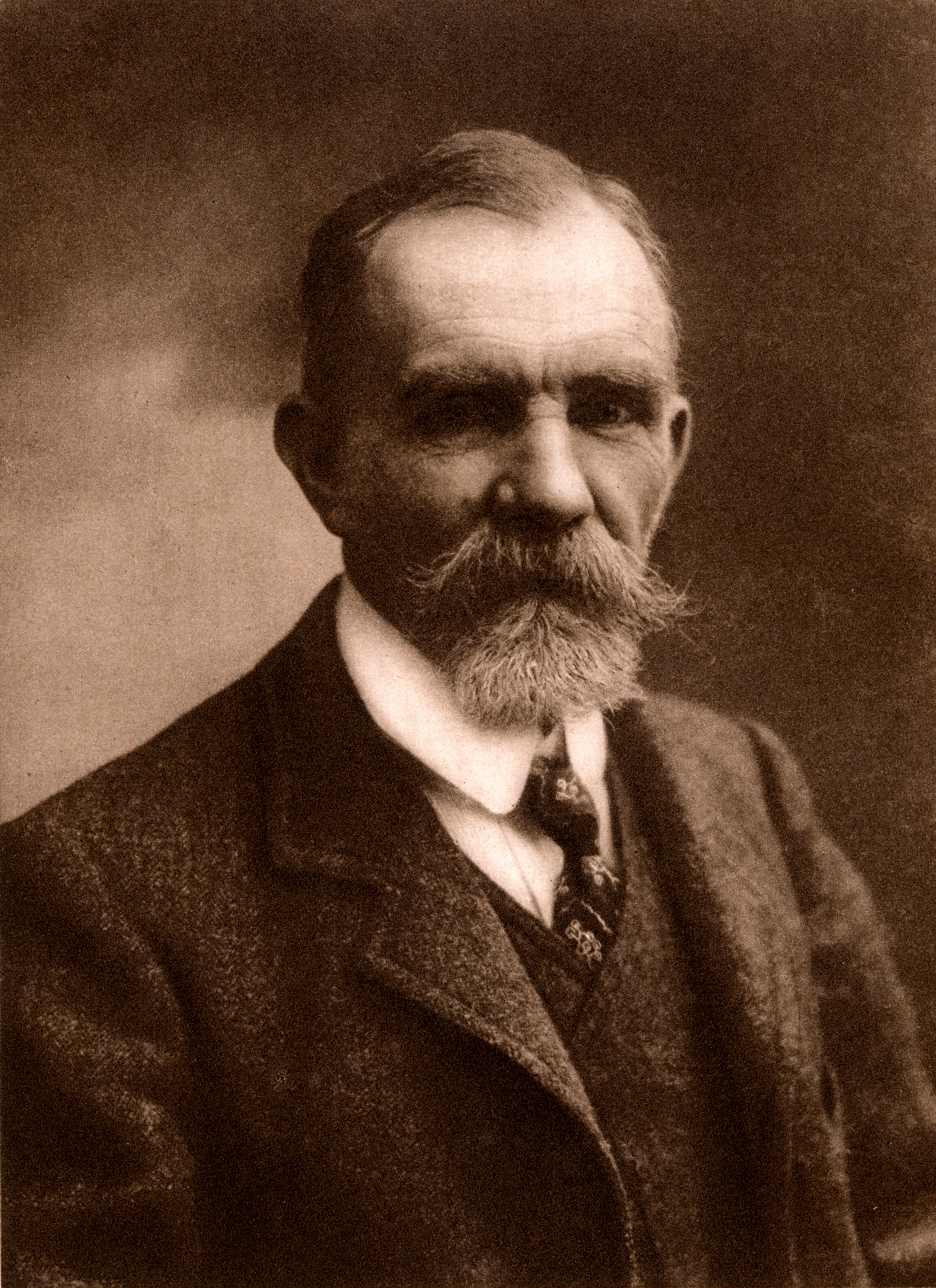
納達爾繪製的歐仁·西蒙

歐仁·路易·西蒙（法語：Eugène Louis Simon，法語發音：[øʒɛn lwi simɔ̃]；1848年4月30日-1924年11月17日）是一位法國博物学家，命名了許多蜘蛛以及蜂鳥。1921年寫成蜂鳥學專著《Histoire Naturelle des Trochilidae》。
1892年至1903年間完成的《Histoire Naturelle des Araignées》是他最著名的作品，這是一部關於蜘蛛的百科全書，共12卷，附有很多他自己繪製的插圖。
國際節肢動物學會頒發“西蒙獎”以表彰在世的節肢動物學家。

## 外部連結
- WorldCat 聯合目錄中歐仁·西蒙的著作或與之相關的著作